# Роберт Джордан
Ро́берт Джо́рдан (англ. Robert Jordan, справжнє ім'я — Джеймс Олівер Рігні-молодший, англ. James Oliver Rigney, Jr; 17 жовтня 1948, Чарльстон, штат Південна Кароліна — 16 вересня 2007) — американський письменник-фантаст. Найбільш відомий завдяки циклу романів у жанрі фентезі «Колесо часу».

## Біографія
Більшу частину життя Роберт Джордан провів там, де і народився — в Чарльстоні, Південна Кароліна. В 1968—1970 письменник побував у 2-х експедиціях до В'єтнаму спочатку стрільцем з гелікоптера, потім — інструктором з підготовки новобранців. За час служби був нагороджений Почесним Хрестом і Бронзовою Зіркою, до того ж в'єтнамці двічі нагородили його Хрестом за Мужність. Після війни Джордан продовжив свою кар'єру в «Цитаделі» — військовому коледжі Південної Кароліни. Там він отримав науковий ступінь з ядерної фізики. Закінчивши навчання, служив на флоті інженером-ядерником, отримав травму, яка і стала закінченням його військової кар'єри.
Розпочав писати з 1977 року. Його дебютний роман — історична драма «The Fallon Blood» (1980). Під іменем Роберт Джордан письменник видавався з 1982 року. Спочатку це були продовження романів Роберта Говарда про Конана. Побачивши, що власні роботи користуються успіхом, автор вирішив створити власний світ у жанрі фентезі. Так виникла сага «Колесо часу». Саме книги цієї серії зробили письменника відомим на весь світ.
Письменник використовував й інші псевдоніми, застосовуючи нове ім'я для кожного нового жанру в якому він творив. Зокрема, історичні романи про Громадянську війну в Америці він писав під іменем Рейган О'Ніл, вестерни — Джексон О'Рейлі, театральну критику — Чанг Лунг. Але його улюбленим жанром було фентезі. Джордан вважав, що фентезі не схожа на інші форми літератури, оскільки «сягає глибин людини, торкається до його мрії».
Цікавився також шахами, рибальством, більярдом та військовою історією. В планах письменника було створення нової фентезі-серії і до своїх останніх днів він працював над останнім романом циклу «Колесо часу» — «A Memory of Light», проте так і не встиг закінчити його. Проживав в місті Чарльстон разом зі своєю дружиною Гаррієт Макдуґал (англ. Harriet McDougal), якій він присвячував всі свої книги…

## Переклади українською
- Роберт Джордан. Око Світу / пер. з анг. Галина Михайловська. — Тернопіль : Навчальна книга — Богдан, 2021. — 784 с. — ISBN 978-966-10-6317-3.
- Роберт Джордан. Велике полювання / пер. з анг. Галина Михайловська та Тетяна Дитина. — Тернопіль : Навчальна книга — Богдан, 2021. — 680 с. — ISBN 978-966-10-6318-0.
- Роберт Джордан. Відроджений Дракон / пер. з анг. Олена Пархомець. — Тернопіль : Навчальна книга — Богдан, 2022. — 608 с. — ISBN 978-966-10-6320-3.
- Роберт Джордан. Тінь, що сходить / пер. з анг. Олена Пархомець. — Тернопіль : Навчальна книга — Богдан, 2022. — 912 с. — ISBN 978-966-10-6793-5.
- Роберт Джордан. Вогні Небес / пер. з анг. Галина Михайловська. — Тернопіль : Навчальна книга — Богдан, 2023. — ? с. — ISBN ?.[8]
- Роберт Джордан. Повелитель хаосу / пер. з анг. Марта Щавурська. — Тернопіль : Навчальна книга — Богдан, 2023. — ? с. — ISBN ?.[8]